# Mutt
Mutt és una pel·lícula dramàtica del 2023 dirigida, escrita i produïda per Vuk Lungulov-Klotz en el seu debut com a director. És protagonitzada per Lío Mehiel, Cole Doman, Alejandro Goic i MiMi Ryder. S'ha doblat i subtitulat al català.
La pel·lícula es va estrenar mundialment al Festival de Cinema de Sundance el 23 de gener de 2023, on l'actor Lío Mehiel va guanyar el Premi Especial del Jurat de drama a la millor interpretació. Això va convertir Mehiel en el primer actor obertament trans a guanyar aquest premi.
Va arribar als cinemes el 18 d'agost de 2023 amb la distribució de Strand Releasing.
El rodatge principal va començar a principis de la tardor del 2022.